# Berbezit
Berbezit är en kommun i departementet Haute-Loire i regionen Auvergne-Rhône-Alpes i centrala Frankrike. Kommunen ligger i kantonen La Chaise-Dieu som tillhör arrondissementet Brioude. År 2022 hade Berbezit 44 invånare.

## Befolkningsutveckling
Antalet invånare i kommunen Berbezit
| Referens: INSEE |